# П'єр-Александр Монсіньї
П'єр-Александр Монсіньї (фр. Pierre-Alexandre Monsigny; 17 жовтня 1729 — 14 січня 1817) — французький оперний композитор, один із творців французької комічної опери. Член Академії образотворчих мистецтв (1813).

## Біографія
Народився у Фокамберзі, нині департамент Па-де-Кале. Учився в Сент-Омерській єзуїтській гімназії. У 1749 році, втративши батька і будучи змушений забезпечувати сім'ю, став служити за духовному відомстві в Парижі, став гофмейстером герцога Орлеанського. До занять музикою знову повернувся в 1754 році, беручи уроки у П. Джанотті.
1759 року написав першу комічну оперу — «Les Aveux indiscrets», яка успішно йшла у «Théâtre de la foire St. Laurent». До 1777 року в цьому театрі з успіхом було поставлено 17 його опер.
Після опери «Félix» (1777), Монсіньї більше нічого не написав. Був керуючим маєтків герцога Орлеанського і головним інспектором по спорудженню каналів. Під час Революції позбувся своїх посад і заощаджень і опинився на межі бідності, але Опера Комік призначила йому пенсію в 2400 франків. Після смерті Піччіні в 1800 році і до 1802 Монсіньї був інспектором Паризької консерваторії. З 1804 року кавалер ордена Почесного легіону. Помер у Парижі.

## Опери
- Les Aveux indiscrets (Нескромні освідчення, 1759)
- Le Maître en droit (1760)
- On ne s'avise jamais de tout (1761)
- Le Cadi dupé (Обдурений Каді, 1761)
- Le Roi et le Fermier (Король і фермер, 1762)
- Le Nouveau Monde (1763)
- Rose et Colas (Роза і Кола, 1764)
- Aline, reine de Golconde (Аліна, королева Голкондська, 1766)
- Philémon et Baucis (1767)
- L'Île sonnante (1768)
- Le Déserteur (Дезертир, 1769)
- Le Faucon (1772)
- La Belle Arsène (Прекрасна Арсена, 1773)
- Félix ou l'Enfant trouvé (Фелікс, або Найда, 1777)